# نائوکو کاوشیما
نائوکو کاوشیما (انگلیسی: Naoko Kawashima؛ زادهٔ ۷ آوریل ۱۹۸۱) شناگر موزون اهل ژاپن است.